# ④計画
④計画（マルよんけいかく）は、大日本帝国海軍の海軍軍備計画。正式名称は第四次海軍軍備充実計画だが、通称として○の中に数字を入れてマル4（まるよん）計画と呼ばれた。海軍国防所要兵力整備十年構想の後半六ヵ年計画にあたるものである。

## 計画概要
- 計画年次
昭和十四年度より同十九年度までの六ヵ年計画（航空隊整備計画は同十八年度まで）。
※ アメリカの第二次ヴィンソン案成立を受け、当初構想で昭和十五年度着手予定のところを一ヵ年繰り上げた。
- 計画概要
  - 艦艇80隻建造、航空隊75隊整備。
- 予算総額
  - 艦艇建造予算：12億0578万円
  - 航空隊整備予算：3億7294万1千円

## 艦艇
- 戦艦 - 2隻（4万t、1億3000万円×2）
  - 大和型 ※ 第110号艦は空母として完成、第111号艦は建造中止
    - 第110号艦（信濃）、第111号艦
- 航空母艦 - 1隻（2万8500t、1億0117万5000円）
  - 第130号艦（大鳳）
- 巡洋艦（乙） - 4隻（6600t、2640万円×4）
  - 阿賀野型
    - 第132号艦（阿賀野）、第133号艦（能代）、第134号艦（矢矧）、第135号艦（酒匂）
- 巡洋艦（丙） - 2隻（8200t、3116万円×2）
  - 大淀型 ※ 第137号艦は未起工
    - 第136号艦（大淀）、第137号艦（仁淀）
- 駆逐艦（甲） - 18隻（2100t、1060万5000円×18）
  - 陽炎型
    - 第112号艦（嵐）、第113号艦（萩風）、第114号艦（舞風）、第115号艦（秋雲）

  - 夕雲型 ※ 第128〜129号艦は建造せず
    - 第116号艦（夕雲）、第117号艦（巻雲）、第118号艦（風雲）、第119号艦（長波）、第120号艦（巻波）、第121号艦（高波）、第122号艦（大波）、第123号艦（清波）、第124号艦（玉波）、第126号艦（涼波）、第127号艦（藤波）、第128〜129号艦

  - 第125号艦（島風） ※ 駆逐艦（丙）。甲型の1隻を設計変更
- 駆逐艦（乙） - 6隻（2600t、1209万円×6）
  - 秋月型
    - 第104号艦（秋月）、第105号艦（照月）、第106号艦（涼月）、第107号艦（初月）、第108号艦（新月）、第109号艦（若月）、
- 潜水艦（甲） - 1隻（2600t、1664万円）
  - 伊九型
    - 第138号艦（伊11）
- 潜水艦（乙） - 15隻（2200t、1419万円×15）
  - 伊十五型 ※ 第153号艦は建造せず
    - 第139号艦（伊26）、第140号艦（伊27）、第141号艦（伊28）、第142号艦（伊29）、第143号艦（伊30）、第144号艦（伊31）、第145号艦（伊32）、第146号艦（伊33）、第147号艦（伊34）、第148号艦（伊35）、第149号艦（伊36）、第150号艦（伊37）、第151号艦（伊38）、第152号艦（伊39）、第153号艦
- 潜水艦（海大） - 10隻（1600t、1048万円×10）
  - 伊一七十六型 ※ 海大七型
    - 第154号艦（伊176）、第155号艦（伊177）、第156号艦（伊178）、第157号艦（伊179）、第158号艦（伊180）、第159号艦（伊181）、第160号艦（伊182）、第161号艦（伊183）、第162号艦（伊184）、第163号艦（伊185）
- 練習艦 - 1隻（6000t、720万円）
  - 香取型
    - 第101号艦（香椎）
- 飛行艇母艦 - 1隻（5500t、1182万5000円）
  - 第131号艦（秋津洲）
- 敷設艇 - 10隻（700t、266万円×10）
  - 平島型 ※ 第179号艦は未起工
    - 第170号艦（平島）、第171号艦（澎湖）、第172号艦（石埼）、第173号艦（鷹島）、第174号艦（済州）、第175号艦（新井埼）、第176号艦（由利島）、第177号艦（怒和島）、第178号艦（前島）、第179号艦（諸島）
- 掃海艇 - 6隻（700t、266万円×6）
  - 第十九号型
    - 第164号艦（第19号掃海艇）、第165号艦（第20号）、第166号艦（第21号）、第167号艦（第22号）、第168号艦（第23号）、第169号艦（第24号）
- 駆潜艇 - 4隻（300t、162万円×4）
  - 第十三号型
    - 第180号艦（第13号駆潜艇）、第181号艦（第14号）、第182号艦（第15号）、第183号艦（第16号）
- 急設網艦 - 1隻（2000t、490万円）
  - 第102号艦（若鷹）
- 給油艦 - 1隻（5000t、600万円）
  - 第103号艦（洲埼）

※ 建造されなかった第128-129、153号艦の予算は大和型に流用された。従って戦艦の単艦金額は1億4770万円である。

## 追加・計画変更

### 構想段階からの変更
本計画は初期構想より以下の変更が行われたことが確認されている。
- 航空母艦
2万7800t級を2万8500t級に変更
- 巡洋艦（甲）
1万3000t級（改利根型）2隻の中止
- 巡洋艦（乙）
5隻建造予定を4隻に変更
- 巡洋艦（丙）
6600t級を8200t級に変更
- 潜水艦（補給用）
2800t級1隻の中止。水上機・飛行艇に対する補給任務を想定
- 飛行艇母艦
4隻建造予定を1隻に変更。同時に3000t級を4600tに変更し、飛行艇に対する揚収・修理能力を付与
- 敷設艦
4500t級1隻の中止

### 昭和十六年度計画
- 練習艦 - 1隻（6000t、766万円）
  - 香取型 ※ 建造中止
    - 第237号艦（橿原）

### 計画策定の背景
④計画は③計画と同様に海軍国防所要兵力整備十年構想の後期計画に相当するものである。実際に建造された数量と構想との差異を比較すると以下のようになる。
| 艦種           | 計画 | 実際 | 差異 |
| -------------- | ---- | ---- | ---- |
| 主力艦         | 2    | 2    | 0    |
| 航空母艦       | 3    | 1    | －2  |
| 甲巡           | 6    | 0    | －6  |
| 乙巡・旗艦巡   | 21   | 6    | －15 |
| 駆逐艦         | 48   | 23   | －25 |
| 潜水艦（旗艦） | 5    | 1    | －4  |
| 潜水艦（巡洋） | 12   | 14   | +2   |
| 潜水艦（海大） | 28   | 10   | －18 |

以上のように、④計画は想定された整備構想の予定を大幅に割り込み、実現できなかった。

## 計画完成時の戦時編制案
連合艦隊第1艦隊
- 第1戦隊
  - ④戦艦2(1,2)・③戦艦2(1,2)

- 第2戦隊
  - 長門・陸奥

- 第3戦隊
  - 扶桑・山城・伊勢・日向

- 第9戦隊
  - 青葉・衣笠・加古・古鷹

- 第10戦隊
  - 北上・大井・木曾

- 第1水雷戦隊
  - ④巡乙1・駆逐艦16

- 第3水雷戦隊
  - ④巡乙1・駆逐艦14
  - 特設水雷母艦1

- 第1航空戦隊
  - 赤城・加賀・駆逐艦2

- 第6航空戦隊
  - 特設航空母艦3・駆逐艦2

- 第7航空戦隊
  - 特設航空母艦3

- 艦隊附属
  - 鳳翔・大鯨・天龍・龍田・駆逐艦1

同 第2艦隊
- 第4戦隊
  - 金剛・比叡・榛名・霧島

- 第5戦隊
  - 高雄・愛宕・摩耶・鳥海

- 第6戦隊
  - 妙高・羽黒・那智・足柄

- 第7戦隊
  - 最上・三隈・鈴谷・熊野

- 第8戦隊
  - 利根・筑摩

- 第2水雷戦隊
  - ④巡乙1・駆逐艦15（内4は④計画艦）

- 第4水雷戦隊
  - ④巡乙1・駆逐艦16（④計画艦12・⑤計画艦4）
  - 特設水雷母艦1

- 第2航空戦隊
  - 蒼龍・飛龍・④駆乙2

- 第3航空戦隊
  - ③空母2(1,2)・④空母1・④駆乙3

- 第4航空戦隊
  - 剣崎・高崎・駆逐艦2

- 艦隊附属
  - 龍驤・④駆乙1

同 第3艦隊
- 第11戦隊
  - 砲艦11・二等駆逐艦5
  - 第1砲艇隊
    - 砲艇16

  - 第2砲艇隊
    - 砲艇16

  - 第3砲艇隊
    - 砲艇16

- 第12戦隊
  - 長良・由良・名取・五十鈴

- 第13戦隊
  - 津軽・八重山・特設敷設艦1

- 第5水雷戦隊
  - 神通・駆逐艦16
  - 特設水雷母艦1

- 第5潜水戦隊
  - 多摩・迅鯨・機雷潜4・海大3・呂号2

- 第5航空戦隊
  - 神威・特設水上機母艦5

- 第1根拠地隊
- 第2根拠地隊

同 第4艦隊
- 第14戦隊
  - 川内・鬼怒

- 第15戦隊
  - 沖島・厳島・特設敷設艦1

- 第16戦隊
  - 特設巡洋艦6

- 第6水雷戦隊
  - 那珂・駆逐艦16
  - 特設水雷母艦1

- 第4潜水戦隊
  - ④練巡1・海大9

- 第3根拠地隊
- 第4根拠地隊
- 第5根拠地隊
- 第6根拠地隊
- 艦隊附属
  - 特設監視艇（甲）18

同 第5艦隊
- 第17戦隊
  - 球磨・夕張

- 第18戦隊
  - 特設巡洋艦2・特設水上機母艦2

- 第19戦隊
  - 特設巡洋艦2・特設水上機母艦2

- 第20戦隊
  - 特設巡洋艦2・特設水上機母艦2

- 第21戦隊
  - 占守・国後・八丈・宮古

- 第7根拠地隊
- 艦隊附属
  - 海大3・特設監視艇（甲）27

同 第6艦隊
- 第1潜水戦隊
  - ④巡丙1・香取・長鯨
  - 伊10・第1潜水隊（巡潜3）・第2潜水隊（巡潜3）・第3潜水隊（巡潜2・④巡潜1）
  - 伊11・第15潜水隊（④巡潜3）・第16潜水隊（④巡潜3）・第17潜水隊（④巡潜3）

- 第2潜水戦隊
  - ④巡丙1・鹿島・特設潜水母艦1
  - 伊9・第5潜水隊（巡潜3）・（巡潜2・④巡潜1）・（④巡潜3）
  - 伊8・第11潜水隊（海大2・④海大1）・第12潜水隊（海大3）・第20潜水隊（海大3）

同 基地航空艦隊
- 第1基地航空隊
  - 松島空・香取空・特設航空機運搬艦2

- 第2基地航空隊
  - 豊橋空・横浜空・特設航空機運搬艦2

- 第5基地航空隊
  - 美幌空・千歳空・三沢空・特設航空機運搬艦3

連合艦隊附属
- 第3潜水戦隊
  - 阿武隈・伊7・（④海大3）・（④海大3）・（④海大3）

- 第22戦隊
  - 千歳・千代田・日進

- 第23戦隊
  - 特設巡洋艦4

- 第3基地航空隊
  - 高雄空・新竹空・特設航空機運搬艦2

- 第4基地航空隊
  - 鹿屋空・特設航空隊1・④飛母1・特設航空機運搬艦3

- 第6基地航空隊
  - 台南空・特設航空隊1・特設航空機運搬艦4

- 第7基地航空隊
  - 元山空・松江空・特設航空機運搬艦2

- 瑞穂・摂津・明石・特設工作艦3

## 関連事項
- ①-③の諸計画が「海軍軍備 補充 計画」であるのに対して本計画は「海軍軍備 充実 計画」であり、本計画により帝国海軍の軍備計画が新たな段階に入ったことを示している。